# Ambition (Tommy Shaw)
Ambition è il terzo album solista di Tommy Shaw, pubblicato nel 1987 per l'etichetta discografica Atlantic Records.

## Tracce
1. "No Such Thing" - 3:58
2. "Dangerous Game" - 4:53
3. "The Weight of the World" - 4:56
4. "Ambition" - 4:26
5. "Ever Since the World Began" (Frankie Sullivan, Jim Peterik)- 4:08
6. "Are You Ready for Me" - 4:18
7. "Somewhere in the Night" - 4:40
8. "Love You Too Much" - 4:03
9. "The Outsider" - 4:54
10. "Lay Them Down" (Shaw) - 4:15

## Formazione
- Tommy Shaw - voce, chitarra
- Tony Beard - batteria
- Felix Krish - basso
- Wix - tastiera